# Heimatmuseum Nebra

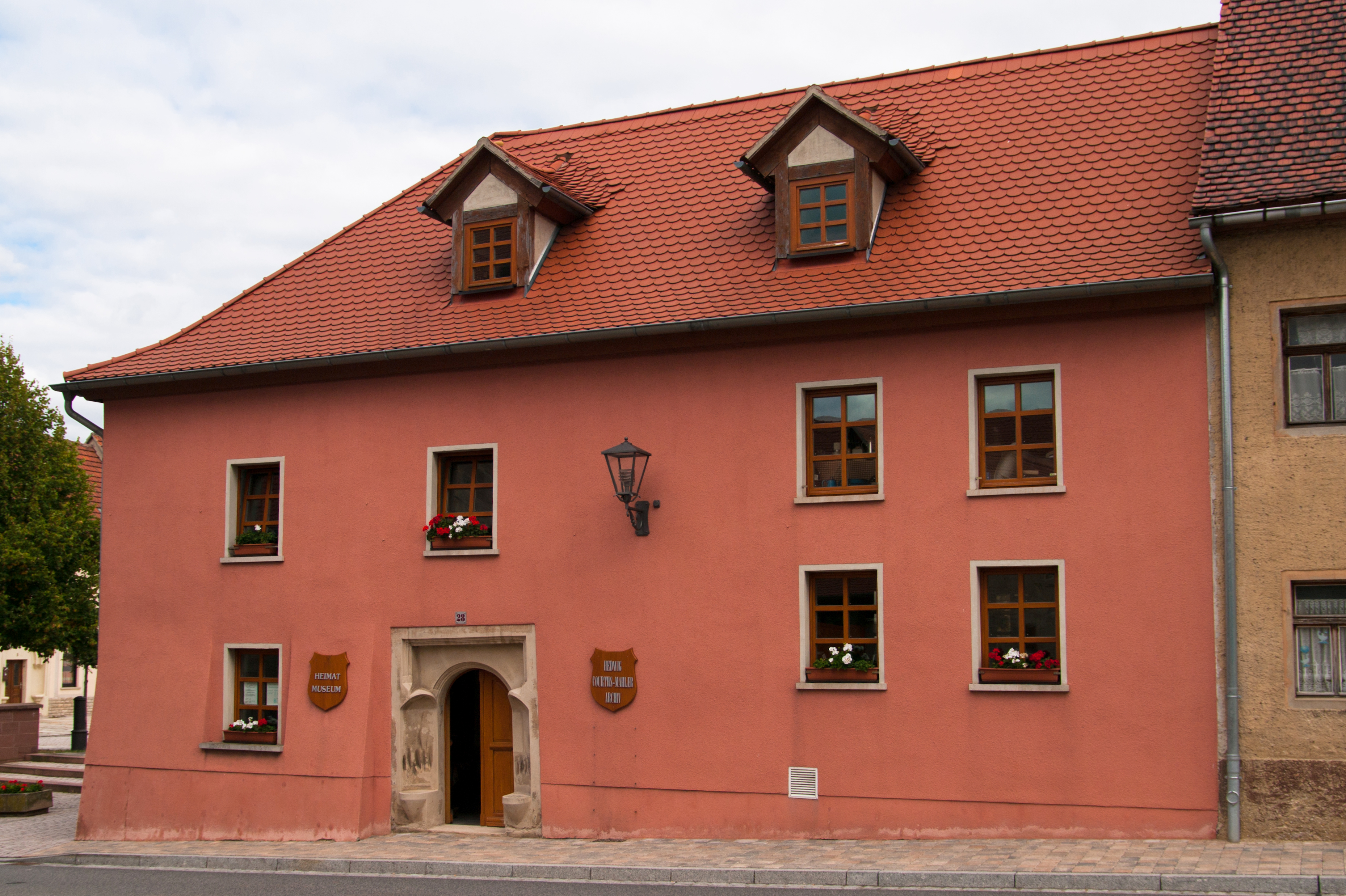
Heimatmuseum/Mahler-Archiv an der Breiten Straße in Nebra.

Das Heimatmuseum Nebra mit dem Hedwig-Courths-Mahler-Archiv ist ein Heimatmuseum in der Stadt Nebra in Sachsen-Anhalt. Das Museum liegt am Markt an der Breiten Straße in Nebra. Es befindet sich im ehemaligen Fulsche-Haus des Schuhmachers Fulsche. Dieser verschenkte das Haus mit Werkstatt Ende der 1990er Jahre an die Stadt Nebra. 
Diese unterstützte die Renovierung und Einrichtung eines Museums.
Der Bestand umfasst zum einen Ausstellungen zu alten Handwerken in Nebra. Darunter sind Steinmetz, Seiler, Bootsbauer, Böttcher, Weißnäherin, Zigarrenpresser, Schuhmacher, Schmied, Korbmacher und Töpfer. Daneben stellt es Dinge des Alltags aus, dazu eine alte Küche, eine Weißwäschekammer und ein Spielzeugzimmer. Die Ausstellungsstücke stammen aus dem 19. und frühen 20. Jahrhundert.
Das Hedwig-Courths-Mahler-Archiv entstand erst nach der Wende. Die Schriftstellerin Hedwig Courths-Mahler wurde in Nebra geboren. In der DDR waren ihre Bücher nicht erhältlich, da sie als Trivialliteratur verfemt waren und weder verlegt noch importiert wurden. Erst nach der Wende, am 29. Juni 1991, gründete sich in Nebra ein Hedwig-Courths-Mahler-Freundeskreis. Dieser Freundeskreis betreibt Öffentlichkeitsarbeit zugunsten Courths-Mahlers und richtete auch das Courths-Mahler-Archiv im Heimatmuseum ein. Im Hedwig-Courths-Mahler-Archiv sind in zwei Räumen fast alle Bücher und einige Briefe von Courths-Mahler sowie eine Vitrine mit Schaustücken aus ihrer Zeit (Ende 19./Anfang 20. Jahrhundert) zu finden. In der Sammlung befindet sich auch eine Handtasche von Courths-Mahler.